# Rubus loxensis
Rubus loxensis är en rosväxtart som beskrevs av George Bentham. Rubus loxensis ingår i släktet rubusar, och familjen rosväxter. Inga underarter finns listade i Catalogue of Life.